# Don Carlos de Hault de Lassus
Don Carlos de Hault de Lassus, né Charles de Hault de Lassus, fut le dernier gouverneur du pays des Illinois en 1803, année de la vente de la Louisiane aux États-Unis, puis le gouverneur espagnol du district de Bâton-Rouge rattaché un temps à la Floride occidentale, et qui fut en particulier confronté à l'expérience de la république de Floride occidentale.

## Biographie
Il était le fils de Pierre-Charles de Hault de Lassus, marquis de Luzières, venu de France en Espagne, pour devenir colonel de l'armée espagnole, puis à La Nouvelle-Orléans en 1794. Le juriste Pierre Augustin Bourguignon d'Herbigny, qui avait épousé sa sœur Félicité-Odile de Hault de Lassus, fut son interprète.
En 1799, il fut nommé par les autorités espagnoles, gouverneur du pays des Illinois et commandant de la ville de Saint-Louis en remplacement de Zénon Trudeau.
Le 9 mars 1804, peu après la vente de la Louisiane, qui ne concernait pas Bâton-Rouge, resté espagnol, les soldats américains traversèrent la rivière drapeau au vent avec fifres et tambours. Don Carlos de Hault de Lassus leur remit les clés de la maison du gouvernement français à Bâton-Rouge. Le drapeau espagnol fut amené et Don Carlos de Hault de Lassus pleura.
Don Carlos de Hault de Lassus a succédé au printemps 1807 à Carlos de Grand Pré comme gouverneur espagnol du district de Bâton-Rouge, et il fut très critiqué, accusé en particulier de corruption. Au printemps 1810, Diego Morphy, vice-consul à La Nouvelle-Orléans lui signale que les francophones préparent une prise de contrôle et que deux français organisent des réunions de nuit. Il leur donne trois jours pour quitter la région. Ces préparatifs de révolte étaient alors bien vus par les américains aussi.
Lorsque les planteurs du Feliciana District font circuler des pétitions pour réclamer une nouvelle autorité politique, il laisse faire, puis n'utilise pas la proposition espagnole de mobiliser 500 loyalistes pour réprimer la révolte. Le 23 septembre 1810, les rebelles, menés par Philémon Thomas s'emparent de Bâton-Rouge et hissent le Bonnie Blue Flag de la république de Floride occidentale.
Condamné à mort par les espagnols, il se cache chez son beau-frère Pierre Augustin Bourguignon d'Herbigny puis continue à vivre au grand jour. Il est mort en 1842 à La Nouvelle-Orléans à 78 ans en laissant un fils, Auguste de Hault de Lassus.